# Ditchling
Ditchling – wieś w Anglii, w hrabstwie East Sussex, w dystrykcie Lewes. Leży 66 km na południe od Londynu. W 2001 miejscowość liczyła 2027 mieszkańców.